# Ruston Mogane
Ruston Mogane – namibijski trener piłkarski.

## Kariera trenerska
W latach 1997–1998 Mogane był selekcjonerem reprezentacji Namibii. Awansował z nią na Puchar Narodów Afryki 1998. Namibia na tym turnieju rozegrała trzy spotkania: z Wybrzeżem Kości Słoniowej (3:4), z Angolą (3:3) i z Republiką Południowej Afryki (1:4).